# 적도 기니 여자 축구 국가대표팀
적도 기니 여자 축구 국가대표팀은 적도 기니를 대표하는 여자 축구 대표팀으로 적도 기니 축구 협회에서 관리하고 있다. 아프리카 내의 국제 대회에서 좋은 성적을 거둔 팀으로 2000년 6월 10일 가봉과의 국제 경기 데뷔전에서 0-3으로 완패했다.

## 국제 대회 경력

### FIFA 여자 월드컵
여자 월드컵 본선 출전은 2011년 대회가 유일하지만 그나마도 D조 조별리그에서 3전 전패·조 최하위라는 처참한 성적으로 탈락의 쓴 잔을 마시며 세계 축구의 높은 벽을 실감했다.

### 아프리카 여자 네이션스컵
아프리카 여자 네이션스컵 5번의 본선 대회 중 2008년과 2012년 대회에서 우승 트로피를 안았고 2010년 대회에서는 준우승을 차지하는 등 3번의 대회에서 준우승 이상의 성과를 거두었다.

## 성적

### FIFA 여자 월드컵
- 1991년 ~ 1999년: 불참
- 2003년 ~ 2007년: 진출 실패
- 2011년: 조별 예선
- 2015년: 진출 실패
- 2019년: 실격

### 올림픽 축구
- 1996년 ~ 2000년: 불참
- 2004년 ~ 2008년: 진출 실패
- 2012년: 예선 도중 실격
- 2016년: 진출 실패
- 2020년: 실격

### 아프리카 여자 네이션스컵
- 1991년 ~ 1998년: 불참
- 2000년 ~ 2004년: 진출 실패
- 2006년: 조별 리그
- 2008년: 우승
- 2010년: 준우승
- 2012년: 우승
- 2014년: 진출 실패
- 2016년: 실격
- 2018년: 조별 리그
- 2020년: 실격

## 같이 보기
- 적도 기니 축구 국가대표팀